# Doha Moustaquim
Doha Moustaquim, née le 23 janvier 1999[réf. nécessaire] à Casablanca est une réalisatrice marocaine. À 22 ans, elle tourne son premier film, Bye Bye la France,.

## Biographie
Doha Moustaquim est d’origine amazighe et grandit à Derb Sultan, un quartier de Casablanca. Après ses premiers pas sur YouTube, avec des podcasts, et à la télévision, elle se lance dans le cinéma, Après avoir obtenu son diplôme d'études secondaires, elle étudie l'anglais pendant plus de trois ans dans la ville de Ouarzazate et elle travaillait dans des longs métrages et devient réalisatrice commerciale . En 2020, elle tourne son premier film, la comédie Bye bye la France.

## Filmographie
- 2020 : Bye Bye la France (long métrage)
- 2021 : Bghit menek choufa (Merendina) (court métrage)
- 2022 : Silent Screams (court métrage)